# بونبي
بونبي أو بونابي : جزيرة بركانية (334 كم2 ، 52000 نسمة، 1991) غرب المحيط الهادي ممن مجموعة جزر كارولين التي كانت موضوعة تحت وصاية الولايات المتحدة، توجد بها رواسب البوكسيت والحديد وكبريتات الحديد، وبها بقايا أسوار حجرية قديمة وسددود الإنتاج الرئيسي هو الوبرا وبها بقايا أسوار حجرية قديمة وسدود الإنتاج الرئيسي هو الكوبرا والصناعات اليدوية الوطنية كانت الجزيرة مقرا لقاعدة جوية يابانية في الحرب العالمية الثانية ولكن قوات الولايات المتحدة الأمريكية لم تغزها، وكانت تعرف قبل ذلك باسم جزيرة أسنسيون وهي إحدى الولايات الأربعة التي تكون ولايات ميكرونيسيا المتحدة.

## المناخ
يظهر الجدول التالي التغييرات المناخية على مدار السنة لبونبي:
| البيانات المناخية لـبونبي         | البيانات المناخية لـبونبي | البيانات المناخية لـبونبي | البيانات المناخية لـبونبي | البيانات المناخية لـبونبي | البيانات المناخية لـبونبي | البيانات المناخية لـبونبي | البيانات المناخية لـبونبي | البيانات المناخية لـبونبي | البيانات المناخية لـبونبي | البيانات المناخية لـبونبي | البيانات المناخية لـبونبي | البيانات المناخية لـبونبي | البيانات المناخية لـبونبي |
| الشهر                             | يناير                     | فبراير                    | مارس                      | أبريل                     | مايو                      | يونيو                     | يوليو                     | أغسطس                     | سبتمبر                    | أكتوبر                    | نوفمبر                    | ديسمبر                    | المعدل السنوي             |
| --------------------------------- | ------------------------- | ------------------------- | ------------------------- | ------------------------- | ------------------------- | ------------------------- | ------------------------- | ------------------------- | ------------------------- | ------------------------- | ------------------------- | ------------------------- | ------------------------- |
| متوسط درجة الحرارة الكبرى °م (°ف) | 30 (86)                   | 30 (86)                   | 30 (86)                   | 30 (86)                   | 30 (86)                   | 30 (86)                   | 30 (86)                   | 31 (87)                   | 31 (87)                   | 31 (87)                   | 31 (87)                   | 30 (86)                   | 30 (86)                   |
| متوسط درجة الحرارة الصغرى °م (°ف) | 23 (73)                   | 24 (75)                   | 24 (75)                   | 23 (73)                   | 23 (73)                   | 23 (73)                   | 22 (71)                   | 22 (71)                   | 22 (71)                   | 22 (71)                   | 23 (73)                   | 23 (73)                   | 22 (71)                   |
| الهطول مم (إنش)                   | 310 (12.1)                | 260 (10.2)                | 360 (14)                  | 450 (17.6)                | 490 (19.4)                | 420 (16.6)                | 440 (17.2)                | 410 (16.3)                | 400 (15.9)                | 410 (16.2)                | 400 (15.9)                | 420 (16.7)                | 4٬770 (187.8)             |
| المصدر: Weatherbase               |                           |                           |                           |                           |                           |                           |                           |                           |                           |                           |                           |                           |                           |

## أعلام
- ليو فالكم
- إلياس رودريغيز